# أزمة فرجينيا السياسية 2019

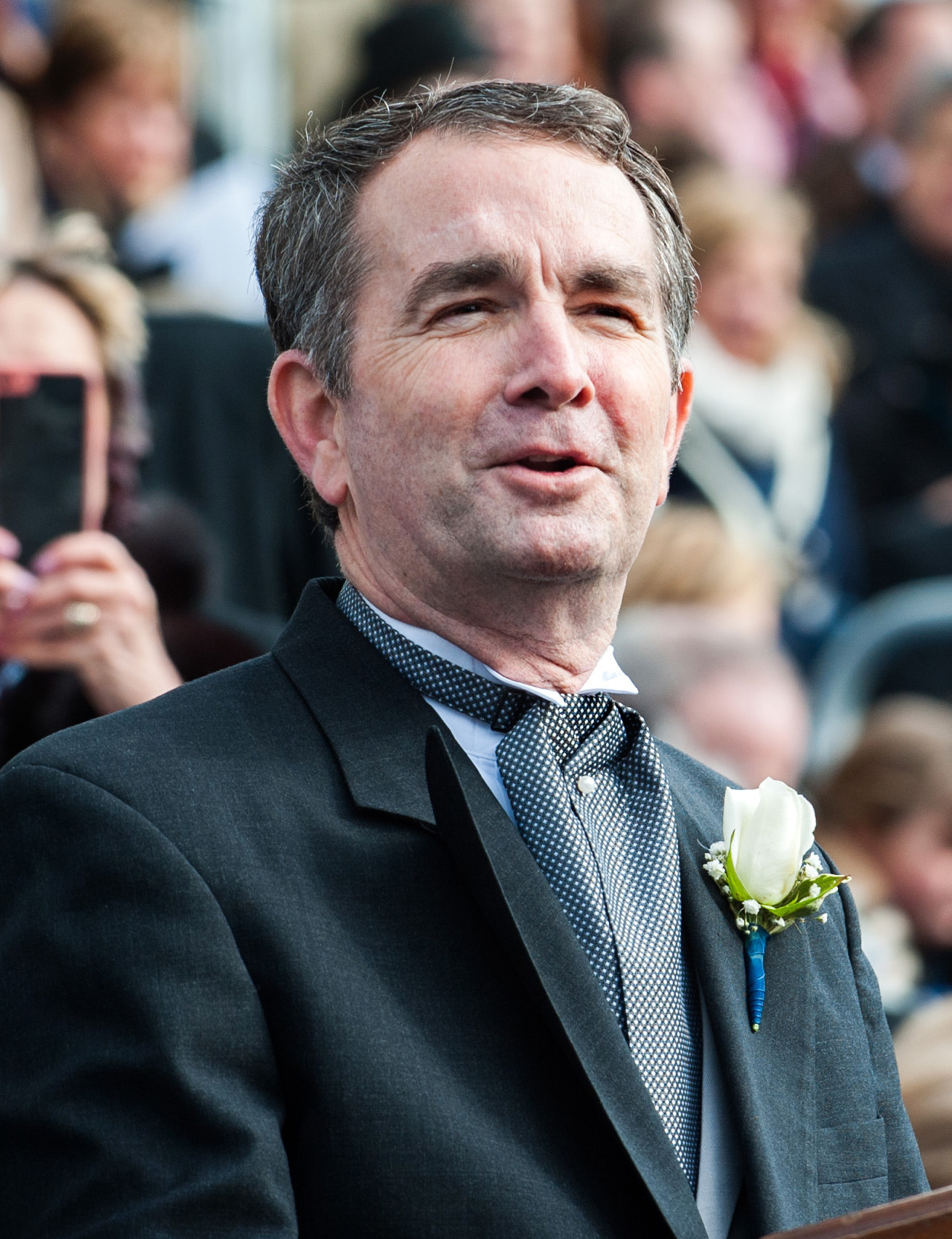

أزمة فرجينيا السياسية حدث وقع في عام 2019 عندما انخرط جميع المسؤولين المنتخبين على مستوى ولاية فرجينيا الثلاثة في فضيحة على مدار أسبوع واحد في شهر فبراير 2019، وكان الثلاثة جميعهم موضوع دعوات من الحزبين الجمهوري والديمقراطي لاستقالتهم أو إزاحتهم من الشخصيات السياسية في جميع أنحاء البلاد. بدأت الأزمة عندما صورت صورة للحاكم رالف نورثهام في كتابه السنوي عن كلية الطب لعام 1984 شخصًا يرتدي اللون الأسود وشخصًا في جماعة كو كلوكس كلان. كان نورهام قد أثار غضبًا وطنيًا قبل يومين بسبب تعليقات فسرها المحافظون والجماعات المؤيدة للحياة بأنها تدعم قتل الأطفال. وسط دعوات واسعة النطاق لاستقالة نورتام كان لدى جاستن فيرفاكس نائب حاكم ولاية فيرجينيا ادعاءات اعتداء جنسي متعددة ضده تعود إلى عامي 2000 و2004. كشف النائب العام مارك هيرنغ بعد ذلك بفترة وجيزة أنه ارتدى قناع أسود أثناء وجوده في الكلية.
تسببت القضايا التي أثيرت معًا في أزمة في فرجينيا، حيث انغمس المسؤولون الثلاثة على مستوى الولاية في الفضيحة على مدى بضعة أيام، وأصبحت إمكانية الاستقالة الثلاثة أو إجبارهم على الخروج من منصبه واضحة. كما أجبرت الديمقراطيين على مواجهة فضائح الاعتداء الجنسي داخل حزبهم.